# Meet the Plasmatics
Meet the Plasmatics è titolo del primo EP pubblicato dalla band punk rock Plasmatics; pubblicato nel 1979 per l'etichetta Vice Squad.
La copertina del disco e il libretto interno sono scritti in giapponese.

## Tracce
1. Sometimes I
2. Won't You? (P-s-y-c-h-o)
3. Want You Baby

## Formazione
- Wendy O. Williams - voce, sassofono, martello
- Richie Stotts - chitarra
- Wes Beech - chitarra, tastiere
- Chosei Funahara - basso
- Stu Deutsch - batteria